# 二次抵押贷款
二次抵押貸款是个人理财術語，即申請人將抵押物再次抵押給他人作為貸款，即在抵押物已經有貸款的情況下，再向另一家具有放贷能力的机构，例如银行等再次申請抵押貸款，此時机构擁有的抵押物債權是第二位，因此稱為二次抵押貸款。

二胎房貸的風險較高，若是未來法拍時有可能無法取回資金，所以利率也比一胎貸款來得高。基於上述理由，銀行在辦理二胎房贷時一定會嚴格檢驗申貸人的信用狀況、房屋價值、聯徵紀錄、財力證明、收入證明。若是有任何一點不符合銀行內部規定，就無法辦理二胎房貸。

#### 特点
1.「二胎房貸」風險較高，比較少銀行承作。
2.因為風險性高，承做的單位，利率會比銀行一胎高。
3.銀行以外的「二胎房貸」大多是融資公司、民間代書、當舖。